# Çaltepe, Saruhanlı
Çaltepe là một xã thuộc huyện Saruhanlı, tỉnh Manisa, Thổ Nhĩ Kỳ. Dân số thời điểm năm 2011 là 315 người.